# Lilla Orsen
Lilla Orsen är en sjö i Gagnefs kommun i Dalarna och ingår i Dalälvens huvudavrinningsområde.